# Dynamics, Equations and Applications (DEA 2019)
Dynamics, Equations and Applications (DEA 2019) – międzynarodowa naukowa konferencja matematyczna, która odbyła się w Krakowie w dniach 16-20 września 2019 roku. W konferencji wzięło udział wielu uznanych na świecie uczonych. 

## Informacje o konferencji
Matematyczna konferencja naukowa takiego formatu została zorganizowana w Polsce po raz drugi w historii. Pierwszy raz taka sytuacja miała miejsce w 1983 roku, gdy w Warszawie pod auspicjami Międzynarodowej Unii Matematycznej odbywał się Międzynarodowy Kongres Matematyków. 
Wykłady plenarne na DEA 2019 wygłosiło aż pięciu laureatów Medalu Fieldsa: Artur Avila, Alessio Figalli, Martin Hairer, Stanislav Smirnov i Shing-Tung Yau. 
Konferencja została organizowana przez Wydział Matematyki Stosowanej Akademii Górniczo-Hutniczej im. Stanisława Staszica i była wydarzeniem uświetniającym obchody jubileuszu 100-lecia tej uczelni. 
Jej tematyka obejmowała układy dynamiczne i teorię ergodyczną, różnego typu równania (głównie różniczkowe, a szczególnie cząstkowe) oraz zastosowania matematyki m.in. w fizyce, naukach biologicznych i finansach. 
W DEA 2019 udział wzięło 444 uczonych z 50 krajów, w tym wielu światowej klasy matematyków i pracowników najlepszych uczelni świata. Na konferencji wygłoszono łącznie 413 referatów. 

## Uczestnicy
444 uczestników konferencji reprezentowało ok. 270 uczelni i instytutów badawczych z 50 państw świata (Afryki, Australii, Azji, Europy i obu Ameryk). Najwięcej osób przyjechało z Polski (83 uczestników z 22 uczelni i Polskiej Akademii Nauk), USA (51), Wielkiej Brytanii (45), Francji (41), Niemiec (28), Włoch (27), Hiszpanii (17), Austrii (13), Szwajcarii (13), Czech (10), Chin (9), Izraela (9), Japonii (8), Kanady (7), Szwecji (7), Węgier (7), Chile (6) i Rosji (6). Ponad 80% uczestników stanowili goście z zagranicy. Bardzo licznie reprezentowane były najlepsze uczelnie świata, w tym cała pierwsza dziesiątka ówczesnego rankingu szanghajskiego, pozostałe wiodące uczelnie europejskie oraz najlepsze uniwersytety Azji, Ameryki Południowej i Australii.
Wśród uczestników DEA 2019 były 52 osoby, które wcześniej wygłaszały odczyty na Międzynarodowych Kongresach Matematyków, w tym 5 laureatów Medalu Fieldsa.

## Program[2][5][6]
Obradowano w 16 sesjach równoległych, po 4 z:
- układów dynamicznych i teorii ergodycznej (Dynamics),
- równań różniczkowych cząstkowych (Equations I),
- równań funkcyjnych, różnicowych i różniczkowych zwyczajnych (Equations II),
- zastosowań matematyki w fizyce, naukach o życiu, finansach i przemyśle (Applications).

W ramach sesji równoległych zorganizowano także 62 tematyczne mini sympozja, każde z kilkoma referatami. 
Podczas konferencji wygłoszono:
- 1 wykład otwarty (którego mogły wysłuchać także osoby nie uczestniczące w konferencji),
- 6 wykładów plenarnych (adresowanych do wszystkich uczestników),
- 38 wykładów w sesjach głównych (obejmujących po 4 sesje równoległe),
- 368 referatów w sesjach równoległych (po 20-25 w każdej).

## Główni prelegenci
Podczas konferencji wygłoszono łącznie 413 odczytów, prelegentami 52 z nich byli matematycy zapraszani wcześniej do wygłoszenia wykładów (plenarnych lub sekcyjnych) na Międzynarodowych Kongresach Matematyków.

### Wykłady plenarne[2]
- Artur Avila[7]
- Alessio Figalli[8]
- Martin Hairer[9]
- Stanislav Smirnov[10]
- Shing-Tung Yau[11]
- Maciej Zworski[12]

### Wykłady w sesjach głównych[2]

#### Dynamics
- Viviane Baladi
- Tien-Cuong Dinh
- Manfred Einsiedler
- Michael Hochman
- Vadim Kaloshin
- Raphaël Krikorian
- Jens Marklof
- Mark Pollicott
- Grzegorz Świątek

#### Equations I
- Stefano Bianchini
- Yoshikazu Giga
- David Jerison
- Sergiu Klainerman
- Aleksandr Logunov
- Felix Otto
- Endre Süli
- András Vasy
- Luis Vega
- Enrique Zuazua

#### Equations II
- Luigi Chierchia
- Rafael de la Llave
- Desmond Higham
- Hinke Osinga
- Vladimir Protasov(inne języki)
- Emmanuel Trélat
- Warwick Tucker
- Walter Van Assche(inne języki)
- Sjoerd Verduyn Lunel
- Jiangong You

#### Applications
- Weizhu Bao
- Russel Caflisch
- Albert Cohen
- Hugo Duminil-Copin
- László Erdős
- Eduard Feireisl
- Mats Gyllenberg
- Clément Mouhot
- Thaleia Zariphopoulou

## Miscellanea
- Wykład otwarty zatytułowany From optimal transport to soap bubbles and clouds: a personal journey[13] wygłosił laureat Medalu Fieldsa Alessio Figalli[2][3][5][6].
- Pierwotnie jeden z wykładów plenarnych miał wygłosić także Pierre-Louis Lions, jednak w lipcu 2019 z ważnych powodów osobistych musiał odwołać swój przyjazd[2].
- Konferencję honorowymi patronatami objęli: Prezydent Miasta Krakowa Jacek Majchrowski, Rektor AGH oraz ambasady szwajcarska, francuska i brytyjska[2].
- W roku 2020 ukazał się specjalny numer czasopisma Discrete and Continuous Dynamical Systems zatytułowany Dynamics at DEA 2019 oraz Discrete and Continuous Dynamical Systems - B zatytułowany PDEs and their applications at DEA 2019[2][5][6].
- Podczas pobytu na konferencji Artur Avila, Alessio Figalli, Martin Hairer, Stanislav Smirnov i Shing-Tung Yau udzielili wywiadów Grzegorzowi Jasińskiemu z RMF FM[2][14][15][16][17][18].